# Via d'uscita
Via d'uscita è il primo EP del gruppo musicale italiano Modà, pubblicato nel 2003.

## Descrizione
Viene realizzato con l'assistenza tecnica di Alberto Cutolo ai MassiveArtStudios di Milano e viene distribuito indipendentemente dalla band.
L'EP contiene 6 brani, tra i quali Quello che meriti, che verrà registrato nuovamente e pubblicato nel primo album in studio della band Ti amo veramente, con il nuovo titolo Mentre sogni.

## Tracce
1. Al mercato – 4:37
2. Quello che meriti (mentre sogni) – 3:46
3. Jackomo & Daniele – 3:50
4. Favola – 6:00
5. Datemi un'autostrada – 3:39
6. Non lo so – 6:20

## Formazione
- Kekko Silvestre – voce, pianoforte
- Matteo "Tino" Alberti – chitarra elettrica
- Diego Arrigoni – chitarra elettrica
- Stefano Forcella – basso
- Manuel Signoretto – batteria
- Paolo Bovi – tastiera